# Sokolište
Sokolište (cyr. Соколиште) – wieś w Bośni i Hercegowinie, w Republice Serbskiej, w gminie Novi Grad. W 2013 roku liczyła 410 mieszkańców.